# Jean Lombard (écrivain)
Pour les articles homonymes, voir Jean Lombard et Lombard.
Jean Lombard est un écrivain français, né le 26 septembre 1854 à Toulon et mort le 17 juillet 1891 à Charenton.

## Biographie
Prolétaire autodidacte et syndicaliste anarchisant, il débute comme ouvrier bijoutier, un métier qu'il pratique jusqu'à 25 ans. Mais, concurremment, hanté par la conscience politique, il travaille ferme et s'instruit dans la visée d 'entrer en politique et en littérature. Ayant de grandes difficultés à se faire une place dans le monde des lettres, Il s'installe d'abord à Marseille puis à Paris où il espère mieux gagner sa vie. Marié, père de trois enfants, il s'établit à Charenton où il meurt prématurément à 37 ans, alors qu'il est le rédacteur en chef d'une petite revue éclectique  La France moderne. Ses deux romans les plus connus sont L’Agonie (1888) -édité chez Paul Ollendorff- qui évoque avec vigueur, dans la manière de « l'écriture artiste », le règne et la chute de l’empereur romain de la décadence Héliogabale (Élagabal dans le roman), et Byzance (1890), édité chez Paul Ollendorff, réédité chez A. Savine, dont l’action se situe au VIIIe siècle, lors de la crise de l'iconoclasme.

## L'œuvre
L’Agonie et Byzance ont été édités et réédités par Paul Ollendorff d'abord en 1901, illustrées par Auguste Leroux ; la première œuvre, préfacée en 1901 par Paul Margueritte, a été — bien que devenue un livre rare — pratiquement oubliée des études littéraires (mais que  Jean-Louis Bory par exemple connaissait et appréciait) rééditée en 1926, puis en 2002 aux éditions Séguier, par Marie-France David-De Palacio, professeur à l’université de Brest.
Il est aussi l'auteur de Un volontaire de 1792. Psychologie révolutionnaire et militaire, évoquant notamment la vie du général François Mireur (1770-1798) et son rôle dans la diffusion de La Marseillaise (nouvelle édition par Paul Ollendorff en 1903, préface datée de 1891).

Les deux livres les plus connus de Jean Lombard ont donné lieu à des éditions numériques aux États-Unis.

## Publications
Source
Livres publiés
- Loïs Majourès - Paris, Paul Ollendorff, 1904.Réédition Théolib 2013  (ISBN 978-2-36500-059-8)
- L'Agonie - Société d'éditions littéraires et artistiques (Paul Ollendorff), 1901. Nouvelle édition 1902. 423 pages, illustrations de d'Auguste Leroux, préface d'Octave Mirbeau.
- Byzance - Société d'éditions littéraires et artistiques, (Paul Ollendorff), 1901, illustrations d'Auguste Leroux, - préface de Paul Margueritte.
- Adel (La Révolte future), poème, Préface de Théodore Jean. Paris, Vanier., 1888
- Un Volontaire de 92, le général Mireur, Société d'éditions littéraires et artistiques, 1903.
- Les Chrétiens - drame en 3 actes (donné au Théâtre d'Art à Paris).

Livres inachevés
- Le Celte, poème évoquant la marche de l'humanité.
- Communes ! Communes ! (synthèse sociale de la République d'Arles au XIIIe siècle,
- L'Affamé (roman socialiste contemporain montrant l'individu aux prises avec la Société),
- Samoramide (drame assyrien, 1re époque de Ninive),
- Rédemption (drame en deux actes, donné au Théâtre Libre d'Avignon).